# El Ejido
El Ejido község Spanyolországban, Almería tartományban. Lakosainak száma 90 135 fő (2024).

## Földrajza
El Ejido Balanegra, Dalías, Vícar, La Mojonera és Roquetas de Mar községekkel határos.

## Népesség
A település lakosságának változását az alábbi diagram mutatja:
| Lakosok száma | 55 710 | 63 914 | 75 969 | 84 227 | 83 774 | 84 144 | 88 752 | 83 594 | 84 005 | 90 135 |
|               | 2001   | 2004   | 2006   | 2009   | 2011   | 2014   | 2016   | 2019   | 2021   | 2024   |